# Амир Гросс Кабири

Амир Гросс Кабири (англ. Amir Gross Kabiri, ивр. אמיר גרוס כבירי‎) — израильский бизнесмен, президент Центра изобразительных искусств имени М. Т. Абрахама и Эрмитаж Фонда Израиля.

## Биография
Кабири родился 29 августа 1980 года. Он учился в высшей школе Ирони Далет в Тель-Авиве, Израиле с 1992 до 1998 года, по специализации бизнес-администрирование и административная экономика.
Кабири стал президентом Центра изобразительных искусств имени М.Т. Абрахама в январе 2004 года. курируя выставку 74 статуй Эдгара Дега в таких музеях как Музей Изобразительных искусств Тель-Авива  Валенсийский Институт Современного искусства  и Государственный Эрмитаж.
В течение 2012 года он вел совместное руководство над публикацией о том как Советский Союз распродавал свои произведения искусства (1917—1938 год), включая работы из коллекций государственного музея Эрмитаж. Публикация называлась Продажа Сокровищ России. В этом же году он организовал международный коллоквиум в Государственном Эрмитаже, «Посмертные бронзовые награды в истории правосудия и искусства», на котором заседали директоры музеев, историки искусства и эксперты-правоведы.
В начале 2013 года в сотрудничестве с комиссией Лисицкого в Новосибирске и музеем Ван Аббе в Эйндховене, Кабири организовал и возглавил издание каталога произведений искусства «еврейского периода» Лисицкий, Лазарь Маркович, первого из четырёх изданных томов В этом же году он организовал и поддерживал выставку «Лисицкий — Кабаков, Утопия и Реальность» которая была предоставлена на время Государственному Эрмитажу, Мультимедиа Арт-Музею в Москве и музею Кунтсхаус в городе Грац.
В 2013 он вёл совместное руководство над публикацией работы «Белый город — архитектура „Баухаус“ в Тель-Авиве», которая представляет архитектурное наследие Баухауса в Тель-Авиве. Также он посредством совместного руководства подготавливал к печати публикацию «Лисицкий — Кабаков, Утопия и Реальность».
Профессор Михаил Пиотровский, директор Государственного Эрмитажа в Санкт-Петербурге, поддержал идею о том, чтобы Кабири возглавлял Фонд Эрмитажа в Израиле, главной целью которого была поддержка Государственного Эрмитажа в рамках художественных, научных, культурных и образовательных мероприятий.
В 2014 году в рамках «Дней Тель-Авива в Санкт-Петербурге», мероприятии, которое было проведено Израильским генеральным консульством в Санкт-Петербурге, Кабири поддержал мероприятия от Фонда Эрмитажа в Израиле. К тому же, в рамках мероприятий, приуроченных к 250-летию Государственного Эрмитажа в Израиле, совместно с Министерством Иностранных дел Израиля, Кабири возглавил выставку «Дадаизм и Сюрреализм», от музея Израиля, которая включает в себя имущество отдельных художников, таких как Мэн Рэй, Макс Эрнст и Марсель Джанко.
В 2015 году он купил Хапоэль Тель Авив (Израильский футбольный клуб) и в 2016 году подписал соглашение о сотрудничестве с ВИСК (Всекитайской инженерно-строительной организацией), в которое входило сооружение нового стадиона Хапоэль Тель Авив.
В 2016 году он инициировал публикацию «Жизнь Софии Лисицкой-Купперс» совместно с Фондом Лисицкого в музее Vanabbe Museum.
В июне 2019 года он пожертвовал из своей коллекции произведений искусства, Государственному Эрмитажу в России на сумму 7 млн. Долларов США. Это пожертвование состоит из картин русского художника Владимира Стерлигова, ученика Казимира Малевича, и французского скульптора и мастера импрессионистов Эдгара Дега.

## Издательство
Занимался издательством исторических книг:
- «הפיסול של אדגר דגה»-The Sculpture of Edgar Degas, 2010 ISBN 978-965539-007-0
- Las esculturas de Edgar Degas, 2011 (ISBN 0978844825533) — coauteur[23]
- Selling Russia’s Treasures, 2013 (ISBN 0789211548, ISBN 978-0789211545) — codirecteur[8]
- El Lissitzky’s-Jewish period catalogue raisonné (ISBN 9791092033021)
- Lissitzky — Kabakov, Utopia and Reality (ISBN 9791092033007)[24]
- White City- Bauhaus architecture in Tel Aviv (ISBN 9791092033014)[25]
- Edgar Degas-Figures In Motion, Published by The State Hermitage Museum, 2013 (ISBN 9785913730640)[25]
- "Dada and Surrealism" (ISBN 978-5935725570)[26]
- "The Experience of Totality" (ISBN 978-8415691532)[27]